# Caserma Cernaia

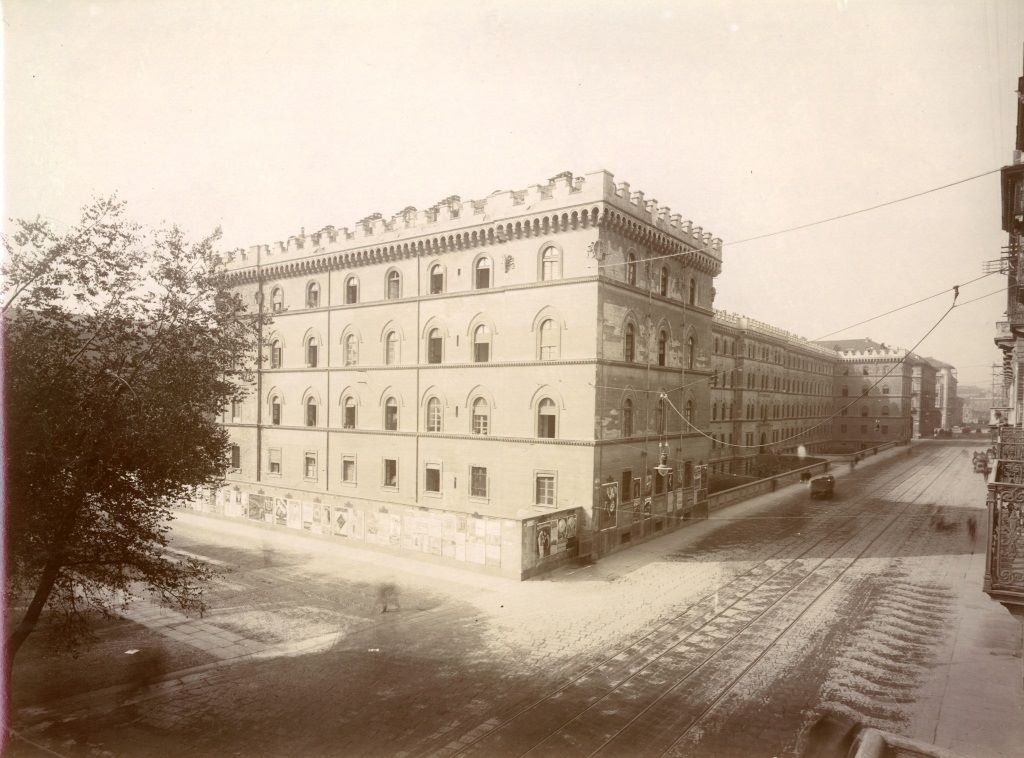

Die Caserma Cernaia ist eine Kaserne der Carabinieri in Turin. Sie befindet sich an der Via Cernaia in der Stadtmitte, rund 300 Meter östlich des Bahnhofs Porta Susa. Benannt ist sie nach einer Schlacht, die im Krimkrieg am 16. August 1855 mit italienischer Beteiligung am Fluss Tschorna (oder „Tschernaja“, italienisch Cernaia) ausgetragen wurde. In der Kaserne werden seit über 150 Jahren Rekruten der Carabinieri ausgebildet.

## Geschichte
Bis zur Einigung Italiens im Jahr 1861 bildeten die Carabinieri ihre Rekruten in der Zitadelle von Turin aus. Ab Mitte der 1850er Jahre wurde die Zitadelle aus städtebaulichen Gründen bis auf den Eingangsbereich (Mastio) abgerissen, um Platz für neue Straßen, Stadtpalais und andere Gebäude zu schaffen. Darunter befand sich die Via Cernaia und die am 19. Januar 1864 eröffnete, von den Genie-Offizieren Barabino und Castellazzi zusammen mit dem Architekten Camillo Ricci entworfene, monumentale Caserma Cernaia.
Im Zug der Einigung Italiens musste die Carabinieri-Truppe stark ausgebaut werden. Zu 13 neuen territorialen Carabinieri-Legionen kam eine 14. Ausbildungslegion, die in der neuen Caserma Cernaia untergebracht wurde. 1885 wurde die Ausbildungslegion nach Rom verlegt (Caserma Vittorio Emanuele II), ein Bataillon der Legion verblieb jedoch weiterhin in Turin. Aus diesem Bataillon ging 1923 eine zweite Ausbildungslegion hervor, die 1929 wieder zu einem Bataillon herabgestuft wurde. Im Jahr 1951 entstand aus dem Bataillon wiederum eine Ausbildungslegion, die 1970 in Rekrutenschule umbenannt wurde. Die Legion (und später dann die Schule) hatte zeitweise drei Bataillone: neben dem in Turin zwei weitere in Fossano und Alba. Hinzu kam eine Außenstelle in Bologna.
Bis 2005 wurden in der Caserma Cernaia zahlreiche Rekruten ausgebildet, die ihren Grundwehrdienst bei den Carabinieri ableisten durften. Nach der Aussetzung der Wehrpflicht und der Übernahme von Soldaten auf Zeit aus den anderen Teilstreitkräften hat der Ausbildungsbetrieb einige Veränderungen erfahren. Im Jahr 2008 wurde die Schule in der Caserma Cernaia der neuen Ausbildungslegion in Rom unterstellt. Bei Letzterer handelt es sich um einen Verband auf Brigade-Ebene, der alle noch bestehenden Rekrutenschulen der Carabinieri unterstellt wurden. Die Turiner Kaserne war 2014 mit nicht mehr als 300 angehenden Carabinieri belegt.
Im Lauf der Jahre wurde das Innere der Kaserne mehrmals umgebaut und modernisiert. Sie verfügt unter anderem über zehn allgemeine Unterrichtsräume, zwei Multimedia-Räume, eine Ausbildungs-Leitstelle, eine Wohnung zur Simulation von Hausdurchsuchungen, einen Schießstand und eine Turnhalle sowie ein kleines Museum.
Die Caserma Cernaia wurde am 8. November 1942 und am 13. Juli 1943 von alliierten Bombern schwer beschädigt.

## Sonstiges
Unmittelbar südlich der Cernaia-Kaserne befindet sich eine weitere, nach Pietro Micca benannte Kaserne, in der sich das Carabinieri-Kommando für die Metropolitanstadt Turin befindet. Östlich grenzt ein kleiner Park an, in dem mit dem Mastio noch ein Rest der Turiner Zitadelle zu sehen ist. Dort befindet sich auch ein Artilleriemuseum.